# Joel Moore
Joel David Moore (Portland, Oregon, Estats Units, 25 de setembre de 1977) és un actor, productor i director de cinema nord-americà. El 2001 va obtenir un títol en arts dramàtiques de la Southern Oregon University. El seu debut a la pantalla gran va ser amb la pel·lícula Foxfire de 1996. En televisió ha tingut participació en sèries com City Guys, Boston Public, Six Feet Under, LAX i Bones. Així mateix, ha intervingut en espots televisius i és un incipient guionista. També va col·laborar en el vídeo musical Waking Up in Vegas de Katy Perry.

## Filmografia
| Any  | Pel·lícula                       | Rol           |
| ---- | -------------------------------- | ------------- |
| 1996 | Foxfire                          | First Geek    |
| 2004 | Dodgeball: A True Underdog Story | Owen          |
| 2004 | Raising Genius                   | Rolf          |
| 2005 | Reel Guerrillas                  | Nick Walker   |
| 2006 | Hatchet                          | Ben           |
| 2007 | The Dead One                     | Zak           |
| 2009 | Avatar                           | Norm Spellman |
| 2009 | Bed Ridden                       | Jay           |